# Picón
Picón – gmina w Hiszpanii, w prowincji Ciudad Real, w Kastylii-La Mancha, o powierzchni 59,57 km². W 2011 roku gmina liczyła 702 mieszkańców.